# Spring Waltz
Spring Waltz (hangul: 봄의 왈츠; rr: Bom-ui walcheu) é uma série de televisão sul-coreana exibida pela KBS2 de 6 de março a 16 de maio de 2006, estrelada por Seo Do-young, Han Hyo-joo, Daniel Henney e Lee So-yeon.
É a quarta e última parte da série Endless Love do diretor Yoon Seok-ho, depois de Autumn in My Heart, Winter Sonata e Summer Scent.

## Enredo
Lee Soo-ho (Seo Do-young) é um jovem rico que vive uma vida honrosa como pianista talentoso. Quando criança, no entanto, Jae-ha viveu com seu pai que era um vigarista e teve uma infância infeliz.
Seo Eun-young (Han Hyo-joo) morava na ilha de Chungsan com sua mãe feliz. A escuridão veio quando Lee Jong-tae (Lee Han-wi) e seu filho Soo-ho (nome real de Jae-ha) apareceram. O homem roubou dinheiro da mãe de Eun-young, que foi reservada para a cirurgia de Eun-young. Quando a mãe de Eun-young viaja para Seul para procurar Jong-tae, ela morre em um acidente.
No hospital onde Eun-young está hospitalizada, a mãe adotiva de Jae-ha, Hyun Ji-sook (Geum Bo-ra), também estava lá devido à morte de seu filho. Seu marido, diplomata, Yoon Myung-hoon (Jung Dong-hwan) pede que Soo-ho se torne seu filho, e em troca eles pagariam pela cirurgia de Eun-young. Soo-ho agora adota a identidade de Yoon Jae-ha (o nome do filho falecido) e parte para a Áustria. Enquanto isso, Eun-young recebe sua cirurgia com sucesso. Ela cresce com uma nova família, e agora faz acessórios e os vende nas ruas.
Um dia, Eun-young vence um concurso de exposições e, como prêmio, viaja para a Áustria. Lá, ela conhece Jae-ha e seus amigos Phillip (Daniel Henney) e Lee Yi-na (Lee So-yeon). Quando Jae-ha e Eun-young se conheceram, eles estavam em desacordo, mas lentamente começaram a se sentir atraídos um pelo outro. Jae-ha então faz a descoberta chocante de que Eun-young é a garota que ele conheceu no passado. Jae-ha tenta esconder isso de Eun-Young, mas ela finalmente descobre e sai.
Enquanto Eun-young tenta esquecer Jae-ha, ela volta para a Coreia e lá, Jae-ha aparece novamente...

## Elenco

### Elenco principal
- Seo Do-young como Lee Soo-ho/Yoon Jae-ha
  - Eun Won-jae como Lee Soo-ho (jovem)
- Han Hyo-joo como Seo Eun-young/Park Eun-young
  - Han So-hee como Seo Eun-young (jovem)
- Daniel Henney como Phillip Rosenthal
- Lee So-yeon como Song Yi-na
  - Shim Eun-kyung como Song Yi-na (jovem)

### Elenco de apoio
- Geum Bo-ra como Hyun Ji-sook, mãe de Jae-ha
- Jung Dong-hwan como Yoon Myung-hoon, pai de Jae-ha
- Lee Han-wi como Lee Jong-tae, pai de Soo-ho
- Yoon Yoo-sun como Jo Hye-sun, mãe biológica de Eun-young
- Kim Hae-sook como Jo Yang-soon, tia de Eun-young e mãe adotiva
- Park Chil-yong como Park Doo-shik, o pai adotivo de Eun-young
- Choi Si-won como Park Sang-woo, primo de Eun-young e irmão adotivo
- Choi Ja-hye como Hong Mi-jung, o melhor amigo de Eun-young
  - Han Bo-bae como Hong Mi-jung (jovem)
- Park Hee-jin como Kim Hee-jin, amigo de Yi-na
- Kim Mi-kyung como Kim Bong-hee, mãe de Mi-jung

## Trilha sonora
Spring Waltz OST – Lançada em 28 de março de 2006
1. Teardrop Waltz – Kim Hyeong-seok
2. One Love – Loveholic
3. Childhood  – Praha
4. Cannonball – Damien Rice
5. Clementine – Lee Ji-soo
6. Flower – U-NA
7. Spring Waltz (봄의 왈츠) – Praha
8. Springtime of My Life (내 인생의 봄날) – S.Jin
9. A Sad Memory – Jang Se-yong
10. I Can Love Now (이젠 사랑할 수 있어요) – Yurisangja
11. Shadow Waltz – Jang Se-yong
12. Rainbow (무지개) – Bada
13. Song of Island – Lee Ji-soo
14. Guardian Angel (수호천사) – S.Jin
15. Flashback – Kim Hyeong-seok
16. A Song Calling to My Heart (마음으로 부르는 노래) – Myung In-hee
17. Tears for Remembrance – Praha

## Classificações
| Data de transmissão original | Episódio | Em todo o país | Seul  |
| ---------------------------- | -------- | -------------- | ----- |
| 6 de março de 2006           | 1        | 10.9           | 10.9  |
| 7 de março de 2006           | 2        | 11.5           | 10.8  |
| 13 de março de 2006          | 3        | 12.1           | 13.6  |
| 14 de março de 2006          | 4        | 14.7           | 14.9  |
| 20 de março de 2006          | 5        | 15.3           | 16.8  |
| 21 de março de 2006          | 6        | 13.4           | 13.6  |
| 27 de março de 2006          | 7        | 15.8           | 16.4  |
| 28 de março de 2006          | 8        | 14.6           | 15.3  |
| 3 de abril de 2006           | 9        | 16.2           | 16.8  |
| 4 de abril de 2006           | 10       | 17.5           | 17.9  |
| 10 de abril de 2006          | 11       | 18.9           | 19.6  |
| 11 de abril de 2006          | 12       | 18.5           | 19.1  |
| 24 de abril de 2006          | 13       | 19.7           | 20.4  |
| 25 de abril de 2006          | 14       | 20.8           | 23.4  |
| 1 de maio de 2006            | 15       | 22.4           | 25.6  |
| 2 de maio de 2006            | 16       | 20.6           | 22.4  |
| 8 de maio de 2006            | 17       | 21.6           | 22.3  |
| 9 de maio de 2006            | 18       | 22.2           | 23.6  |
| 15 de maio de 2006           | 19       | 23.5           | 24.6  |
| 16 de maio de 2006           | 20       | 25.8           | 27.2  |
| Média                        | Média    | 17.8%          | 18.7% |

## Prêmios e indicações
| Ano  | Prêmio           | Categoria                        | Indicado(s)/Trabalho(s) | Resultado | Ref.        |
| ---- | ---------------- | -------------------------------- | ----------------------- | --------- | ----------- |
| 2006 | KBS Drama Awards | Prêmio de Alta Excelência, Atriz | Kim Hae-sook            | Indicado  | [ 4 ] [ 5 ] |
| 2006 | KBS Drama Awards | Melhor Ator Coadjuvante          | Lee Han-wi              | Venceu    | [ 4 ] [ 5 ] |
| 2006 | KBS Drama Awards | Melhor Atriz Revelação           | Han Hyo-joo             | Indicado  | [ 4 ] [ 5 ] |
| 2006 | KBS Drama Awards | Melhor Ator Jovem                | Eun Won-jae             | Indicado  | [ 4 ] [ 5 ] |
| 2006 | KBS Drama Awards | Prêmio de Popularidade, Ator     | Daniel Henney           | Indicado  | [ 4 ] [ 5 ] |